# Weegbreeuitbreekkommetje
Het weegbreeuitbreekkommetje (Mollisia plantaginis) is een schimmel uit de familie Mollisiaceae. Het komt voor in gras- en hooilanden. Het leeft saprotroof op afstervende en dode stengels van de smalle weegbree (Plantago lanceolata).

## Verspreiding
Het weegbreeuitbreekkommetje komt in Nederland zeer zeldzaam voor.